# Demetri i els gladiadors
Demetri i els gladiadors  (títol original en anglès: Demetrius and the Gladiators) és una pel·lícula estatunidenca dirigida per Delmer Daves i estrenada el 1954. Ha estat doblada al català. Continuació de "La túnica sagrada" (Henry Koster, 1953).

## Argument[2]
Després del martiri dels cristians Diana i Marcellus, la túnica de Jesucrist és confiada al seu apòstol Pere perquè la guardi en lloc segur, però l'emperador Calígula vol apoderar-se d'ella, convençut que té poders màgics. Demetri, cristià convertit, que va ser abans esclau de Marcellus, intentarà impedir-ho. Les seves temptatives li valen la ira de Calígula i l'atenció de Messal·lina, esposa de Claudi, l'oncle d'aquest. Capturat i enrolat com a gladiador, Demetrius serà posat a prova per partida doble en la seva fe: pels acostaments seductors de Messalina i pels seus combats cruels a l'arena.

## Repartiment
- Victor Mature: Demetri
- Susan Hayward: Messal·lina
- Michael Rennie: Pere
- Debra Paget: Lucia
- Anne Bancroft: Paula
- Ernest Borgnine: Strabo
- Jay Robinson: Calígula
- Barry Jones: Claudi
- William Marshall: Glycon
- Richard Egan: Dardanius
- Charles Evans: Cassius Chaerea
- Fred Graham: Decurió
- Robert E. Griffin: Flavius
- Dayton Lummis: magistrat

## Al voltant de la pel·lícula
- Continuació de la pel·lícula La túnica sagrada on Victor Mature encarnava ja l'esclau Demetrius. Les dues pel·lícules van ser no obstant això rodades al mateix temps el 1953.